# Massonia depressa
Espèce
Classification APG III (2009)
Massonia depressa est une espèce de plantes. Elle appartient à la famille des Liliaceae selon la classification classique, mais la classification phylogénétique la place dans la famille des Asparagaceae.
Elle est originaire d'Afrique du Sud, en Province du Cap et en État-Libre.
Elle est pollinisée par des gerbilles.